# José María Bocanegra
José María de los Dolores Francisco Germán del Espíritu Santo Bocanegra y Villalpando (Calvillo, Intendencia de Zacatecas, 25 de mayo de 1787-Ciudad de México, 23 de julio de 1862), fue un político, abogado, economista, escritor e historiador mexicano que se destacó como presidente interino de México entre el 17 y 23 de diciembre de 1829.
Es el único personaje que ha ocupado la titularidad de los tres poderes de la Unión en México.

## Biografía

### Primeros años y estudios

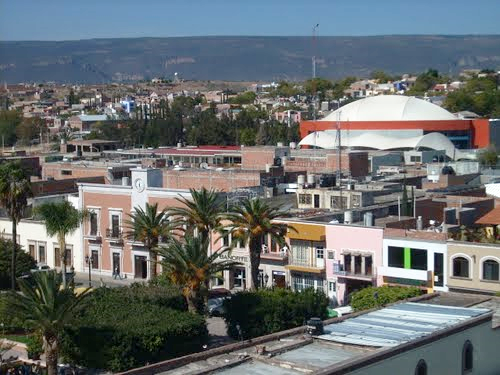
Calvillo, Aguascalientes lugar dónde nació Bocanegra.

Nació el 25 de mayo de 1787 en la hacienda de La Labor de la Troje, Calvillo, Intendencia de Zacatecas (actual Aguascalientes). Fue el mayor de los cuatro hijos —Ramón, María Guadalupe y Francisca— de Félix Bocanegra y Manuela Villalpando.
Su niñez transcurrió en las ciudades de Aguascalientes y Guadalajara. Realizó sus estudios de jurisprudencia en Ciudad de México, donde se matriculó en San Ildefonso, sede de la Real y Pontificia Universidad de México, antecesora a la UNAM. En esa casa de estudios se recibió de abogado, además de economista e historiador.

### Carrera política
En los últimos años de la Nueva España, Bocanegra laboró en la Real Audiencia y fue miembro honorario del Colegio de Abogados. Se adhirió al Plan de Iguala y en enero de 1822 fue elegido Diputado en el Primer Congreso Constituyente, ayudando en la creación de la Constitución de 1824. Apoyó decididamente el ascenso de Agustín de Iturbide al trono, pero se opuso al ejercicio abusivo del poder.
El 26 de enero de 1829 fue nombrado ministro de Relaciones Interiores y Exteriores en la administración del general Guadalupe Victoria. A partir del 1 de abril de ese mismo año, mantuvo dicho cargo durante el gobierno de Vicente Guerrero. El 17 de diciembre de ese mismo año, el vicepresidente Anastasio Bustamante se levanta en armas contra el presidente Vicente Guerrero, quien pidió autorización al Congreso para separarse del poder y asumir el mando del ejército que debía acabar con la rebelión de Bustamante. Bocanegra se hizo entonces cargo de la Presidencia, de manera interina, por designación de la Cámara el 16 de diciembre del mismo año.

## Presidencia (1829)

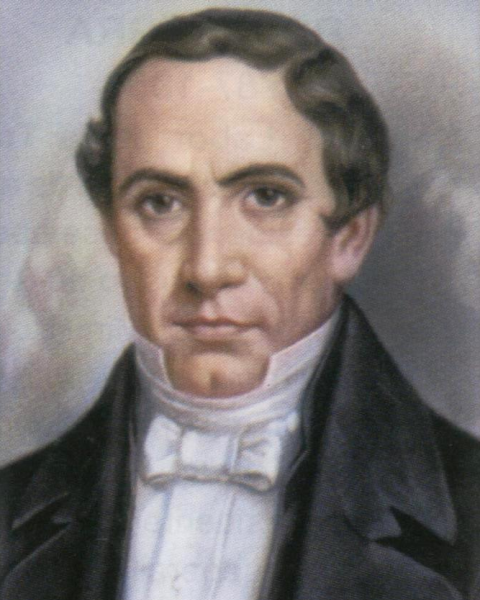
Óleo sobre tela del presidente José María Bocanegra.

El 17 de diciembre del año de 1829 Bocanegra asumió la presidencia, ostentándola hasta el 23 de diciembre. Siete días duró su gobierno, porque la noche del 22, la guarnición de la Ciudad de México se rebeló a favor de Bustamante y avanzó sobre Palacio Nacional. El primer intento de los insurrectos, al mando del general Luis Quintanar, por tomar el Palacio falló; entonces los alzados rodearon el edificio, y tras un breve intercambio de disparos, donde llegaron incluso a tirar granadas de artillería sobre él, Bocanegra se rindió. Al aparecer la bandera blanca, símbolo de su rendición, José María mandó abrir las puertas de Palacio.
Luego se reunió el Consejo de Gobierno y decidieron llamar al presidente de la Suprema Corte de Justicia, el licenciado Pedro Vélez, nombrándole como asociados a Luis Quintanar y al político Lucas Alamán. Bocanegra firmó su renuncia y se retiró por un tiempo, a la vida privada.
Ese mismo día, mediante un acuerdo del consejo de gobierno, se hizo cargo del ejecutivo un triunvirato encabezado por Pedro Vélez, Presidente de la Suprema Corte de Justicia junto a Luis Quintanar y Lucas Alamán.

### Años posteriores

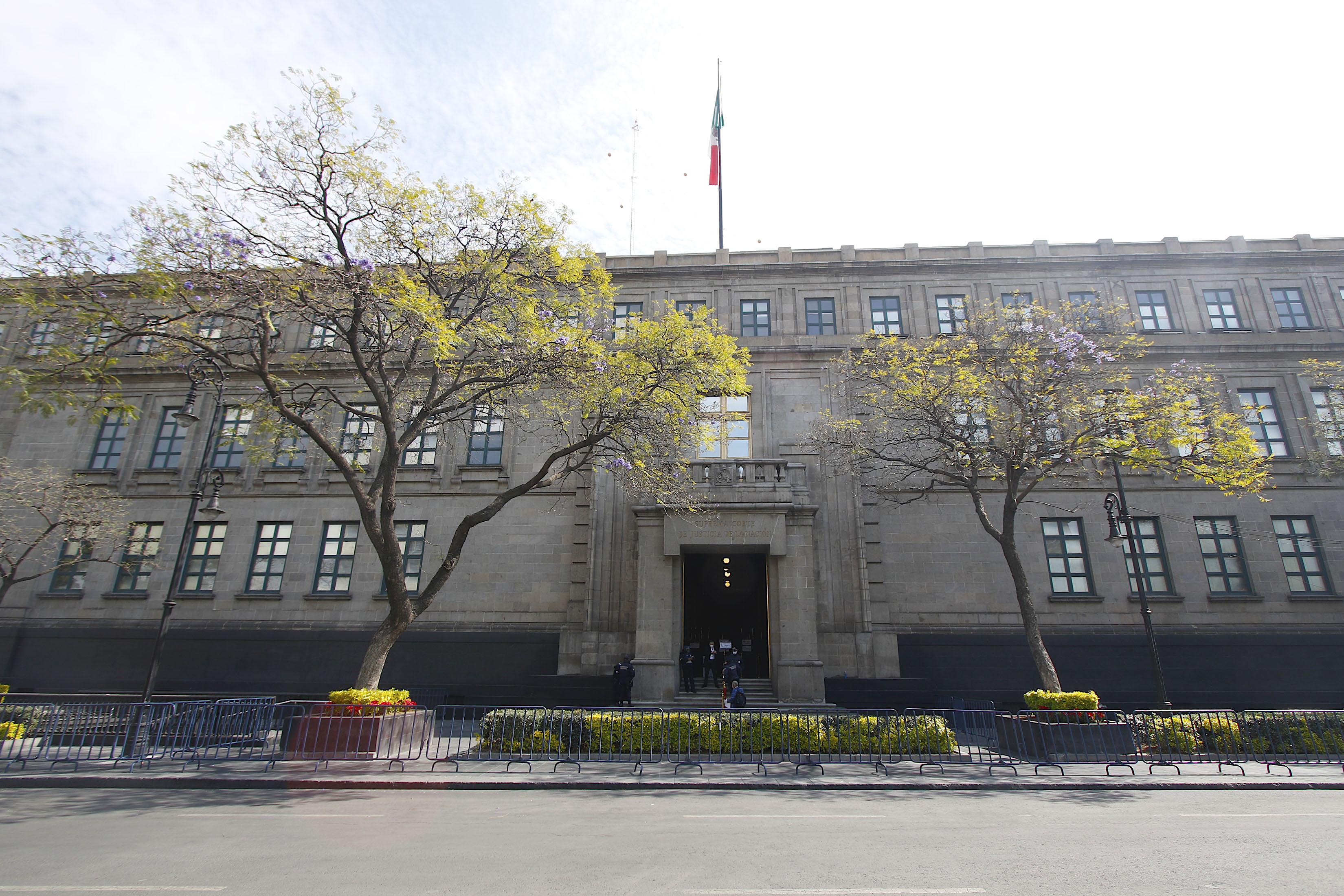
Entre 1839 y 1841, Bocanegra se desempeñó como Presidente de la Suprema Corte de Justicia de la Nación.

Sin una verdadera vocación política, Bocanegra se colocó en los puestos más importantes dentro de la jurisprudencia mexicana, sin fines ambiciosos. Sería ministro de Hacienda en las administraciones del doctor Valentín Gómez Farías y con Antonio López de Santa Anna. Fue nombrado nuevamente por Santa Anna, ministro de Relaciones, ejerciendo el cargo de 1841 a 1842, en 1843 y en 1844. Ocupó el mismo puesto, durante los gobiernos de Nicolás Bravo y Valentín Canalizo. También fungió como presidente de la Suprema Corte de Justicia de la Nación entre 1839 y 1841.
En 1844 se retiró de la vida política para dedicarse a ejercer su profesión como abogado. La fama de Bocanegra no se consagró como presidente, la alcanzó como historiador, pues a él se debe uno de los libros clásicos para entender el siglo XIX: Memorias para la historia de México independiente, 1822-1846.

### Muerte
Falleció en su domicilio, situado en lo que hoy es la esquina de Isabel la Católica y Tacuba de la Ciudad de México, el 23 de julio de 1862 a la edad de 75 años. Sus restos reposan en el templo parroquial de San Ángel, Ciudad de México. Su sobrino, Francisco González Bocanegra, autor del Himno Nacional Mexicano, murió un año antes que él escondido en el sótano del licenciado José María Bocanegra.[cita requerida]

## Familia
Estuvo casado con María de Jesús Carranco; con quien procreó tres hijas.